# Kaslo
Kaslo ist ein Dorf im Südosten der kanadischen Provinz British Columbia. Die Gemeinde liegt am Kootenay Lake und gehört zum Regional District of Central Kootenay. Der Ort entstand an der Einmündung des Kaslo River in den Kootenay Lake und ist eine der größeren Ansiedlungen am See.

## Geschichte
Vor der Ankunft europäischer Siedler war die Gegend Siedlungsgebiet der First Nations, hier der Ktunaxa.
Die örtliche Geschichte der heutigen Gemeinde ist eng verbunden mit den regionalen Silberfunden Ende des 19. Jahrhunderts. Die Zuerkennung der kommunalen Selbstverwaltung für die Gemeinde erfolgte am 14. August 1893 (incorporated). Sie gehört zu den 25 Gemeinden in British Columbia die bereits vor 1900 offiziell gegründet wurden und ist dabei einer der ältesten inländischen Gemeinden (nach Spallumcheen und Vernon), sonst wurden nur Gemeinden an der Küste noch vorher gegründet. Seit dem 3. März 1961 hat Kaslo seinen heutigen Status (Village).
Als während des Zweiten Weltkrieges die Internierung von Japanern und japanischstämmigen Kanadiern erfolgte, war Kaslo 1941 einer der Orte die dafür ausgewählt wurden.

## National Historic Site of Canada
Die Gemeinde beheimatet zwei National Historic Site of Canada. Am 7. November 1958 wurde die S.S. Moyie, ein Raddampfer des späten 19. Jahrhunderts, zum Denkmal erklärt. Das 1898 erbaute Rathaus, die Kaslo Municipal Hall, wurde am 23. November 1984 als ältestes noch erhalten gebliebenes Rathaus zum Denkmal erklärt.

## Demographie
Der Zensus im Jahr 2016 ergab für die Gemeinde eine Bevölkerungszahl von 968 Einwohnern, nachdem der Zensus im Jahr 2011 für die Gemeinde noch eine Bevölkerungszahl von 1026 Einwohnern ergab. Die Bevölkerung hat dabei im Vergleich zum letzten Zensus im Jahr 2011 um 6,1 % abgenommen, während die Bevölkerung in der Provinz British Columbia gleichzeitig um 5,6 % anwuchs. Auch im Zensuszeitraum 2006 bis 2011 hatte die Einwohnerzahl bereits, entgegen den damaligen Trend in der Provinz mit einer Zunahme von 7,0 %, um 4,3 % abgenommen.
Für den Zensus 2016 wurde für die Gemeinde ein Medianalter von 56,0 Jahren ermittelt. Das Medianalter der Provinz lag 2016 bei nur 43,0 Jahren. Das Durchschnittsalter lag bei 49,6 Jahren, bzw. bei 42,3 Jahren in der Provinz. Zum Zensus 2011 wurde für die Gemeinde noch ein Medianalter von 49,9 Jahren ermittelt. Das Medianalter der Provinz lag 2011 bei nur 41,9 Jahren. Die Gemeinde schrumpft damit nicht nur entgegen dem Provinzdurchschnitt, sondern die verbliebenen Einwohner sind auch im Durchschnitt deutlich älter als im Rest der Provinz.

## Verkehr
Durch Kaslo führt der Highway 31. Außerdem ist hier der Endpunkt des Highway 31A, der den Ort mit New Denver am Slocan Lake verbindet.
Westlich der Gemeinde befindet sich der örtliche Flugplatz (IATA-Code: ohne, ICAO-Code: ohne, TC-LID: CBR2). Der Flugplatz verfügt nur über eine kurze asphaltierte Start- und Landebahn von 1.170 Meter Länge.

## Persönlichkeiten
- Howard Charles Green (1895–1989), Rechtsanwalt und Politiker der Progressiv-konservative Partei Kanadas
- Robert Sinclair Hunter (1904–1950), Ruderer